# Austin A40 Devon
Voir Austin A40 pour d'autres modèles et Austin A40 Sport pour la version sportive.
L'A40 Devon quatre portes (et les deux portes A40 Dorset similaires) sont des automobiles qui ont été commercialisées par Austin entre 1947 et 1952 – la première berline de l'après-guerre à être produite par Austin – mettant en vedette un mélange d'anciennes et de nouvelles technologies. Elles furent présentées à la presse britannique au Salon Automobile de Paris, le 22 octobre 1947, qui a immédiatement exprimé sa déception à l'égard de l'aspect conservateur de la voiture. Plus de 450 000 exemplaires ont été construits avant le remplacement du modèle en 1952 par l'Austin A40 Somerset.

## Mécaniques et carrosseries
La Devon et la Dorset furent des conceptions modernes de type carrosserie sur châssis propulsées par un moteur avec quatre cylindres en ligne à soupapes en tête de 1 200 cm3 délivrant 41 ch (30 kW) à 4 200 tr/min. Elles présentaient une suspension indépendante à l'avant tout en conservant un essieu rigide et des ressorts à lames semi-elliptiques à l'arrière. Les freins à tambour Girling de 229 mm étaient actionnés hydrauliquement à l'avant et mécaniquement à l'arrière. Peu après, les voitures eurent le changement de vitesse sur la colonne de direction et le freinage hydraulique sur les quatre roues. Un toit ouvrant et le chauffage furent proposés en option sur le marché du Royaume-Uni.
La Devon est la version 4 portes et a eu plus de succès que la 2 portes Dorset, qui fut abandonnée en 1949 avec une production totale de seulement 15 939 exemplaires.
Le break "Countryman" fut produit jusqu'en 1956. Une fourgonnette et un pick-up ont également été produits.
Le Devon a été la première Austin conçue après-guerre à être assemblés en Nouvelle-Zélande. Elle fut produite à partir de kits CKD à l'usine de montage de l'Austin Distributors Federation de Petone. Quelques exemplaires sont encore sur la route.
Un prototype de randonneuse A40 Dorset fut mis au point à Longbridge en 1948. Bien qu'il n'ait jamais été mis en production en Angleterre, différentes versions de l'A40 Tourer furent faites en Australie à partir de septembre 1948.

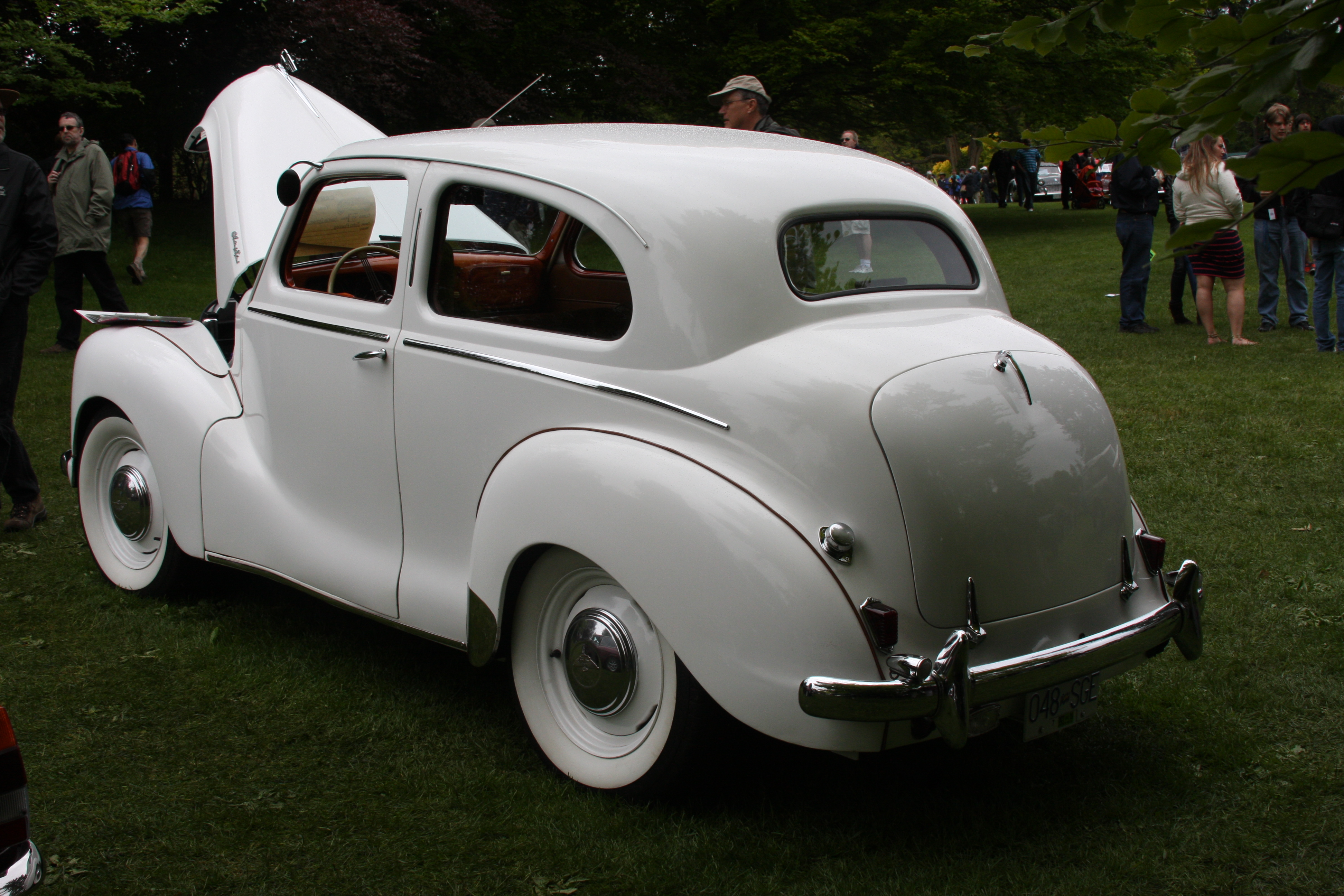
Austin A40 Dorset
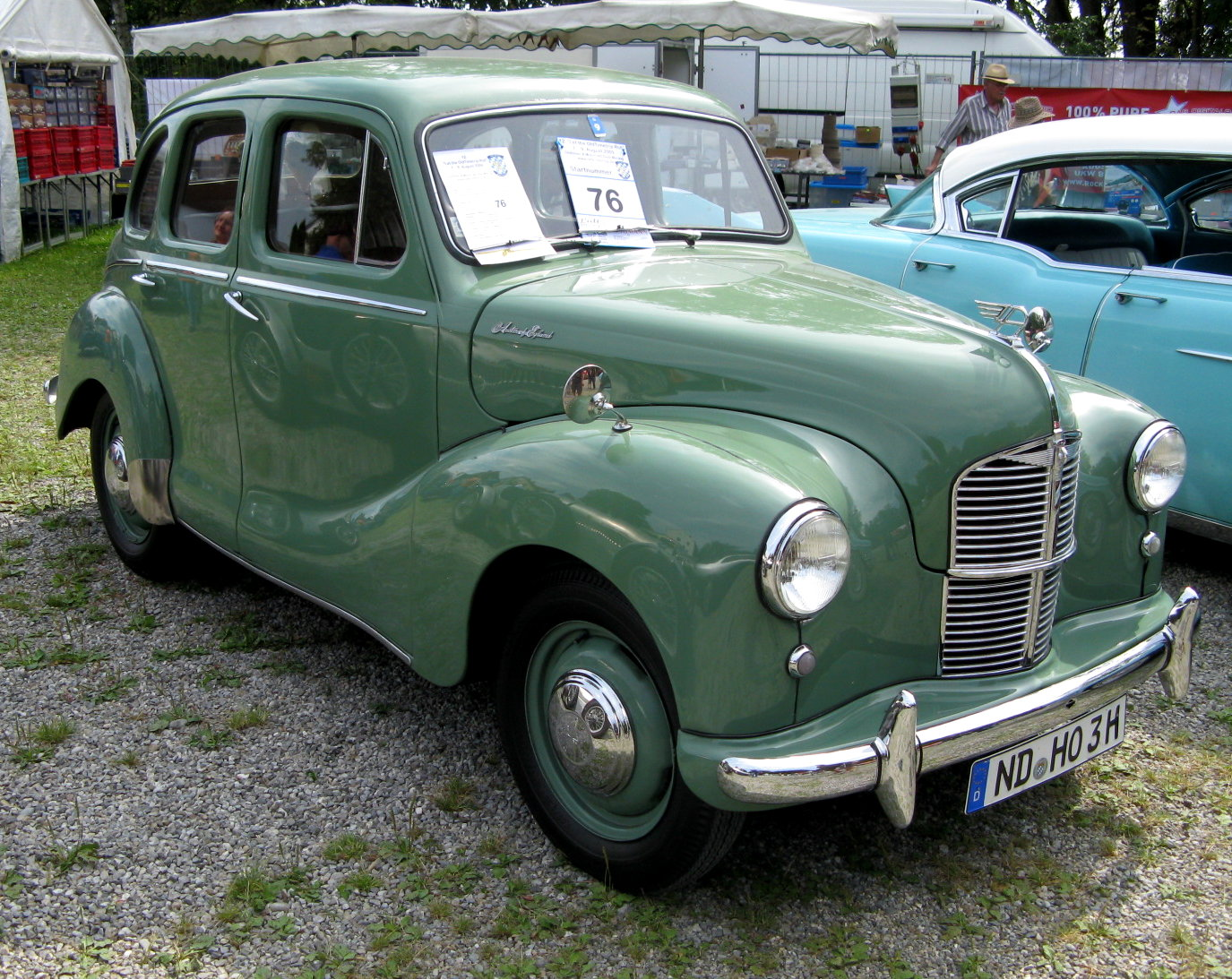
Berline Austin A40 Devon
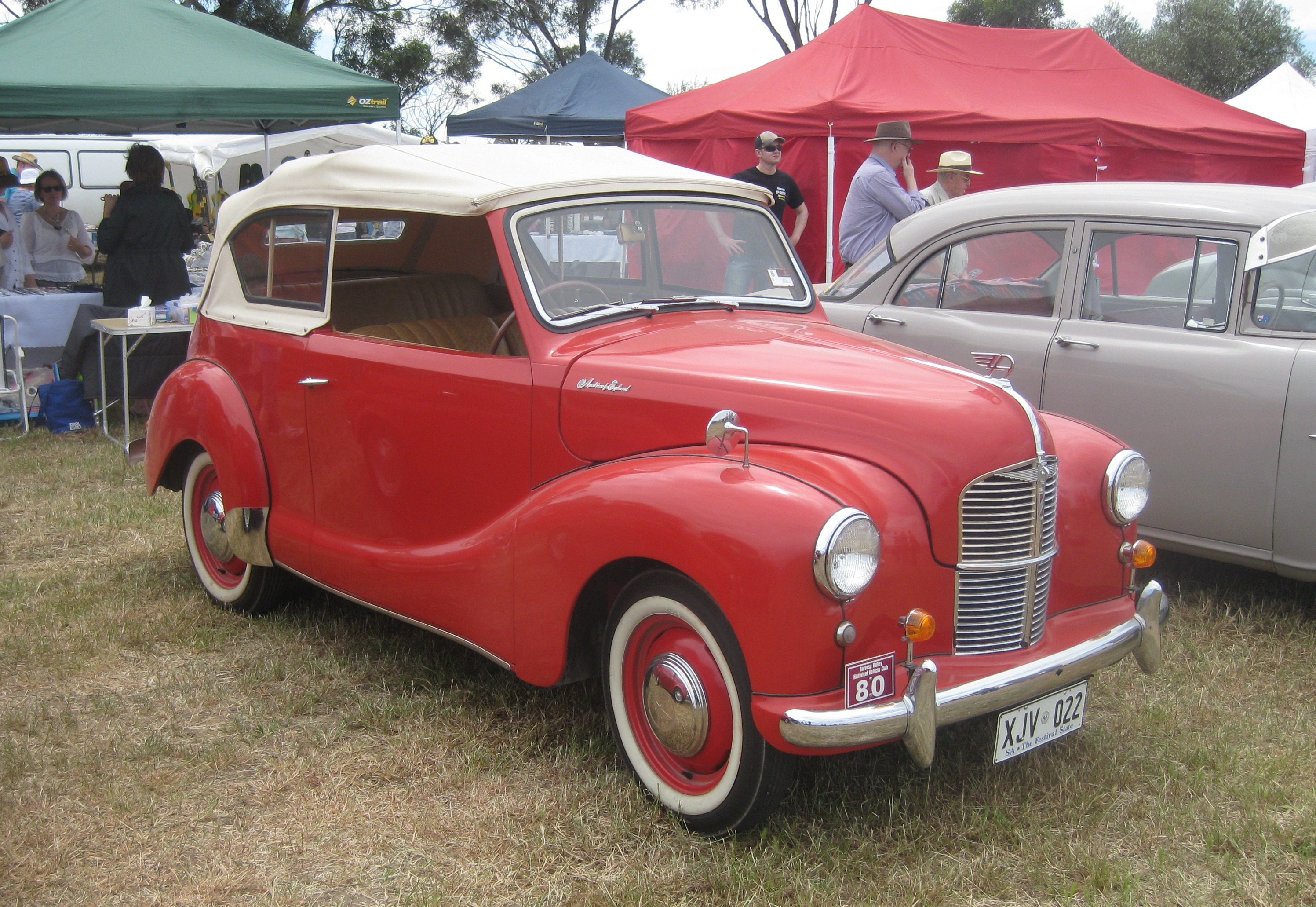
Randonneuse Austin A40
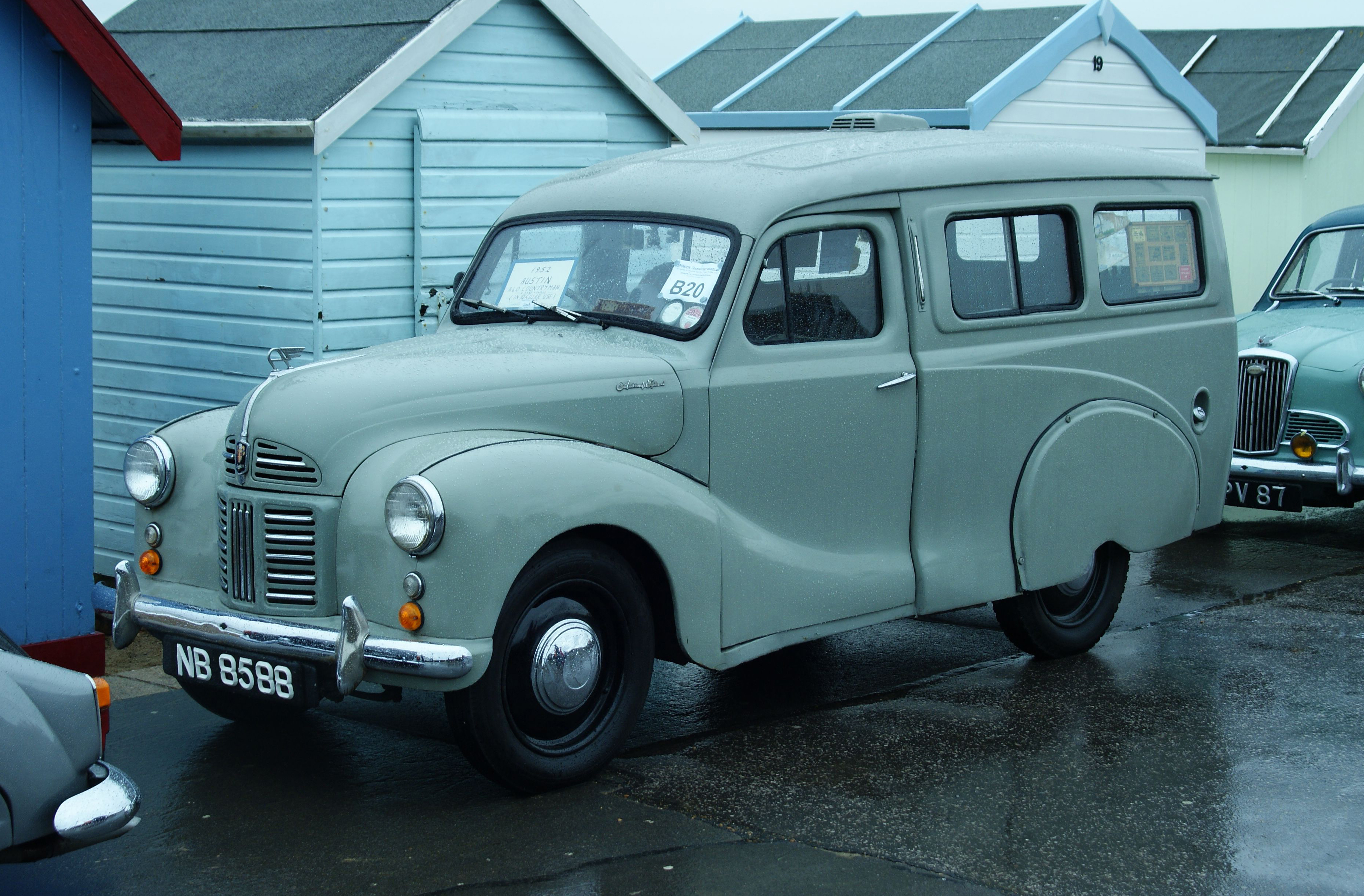
Break Austin A40
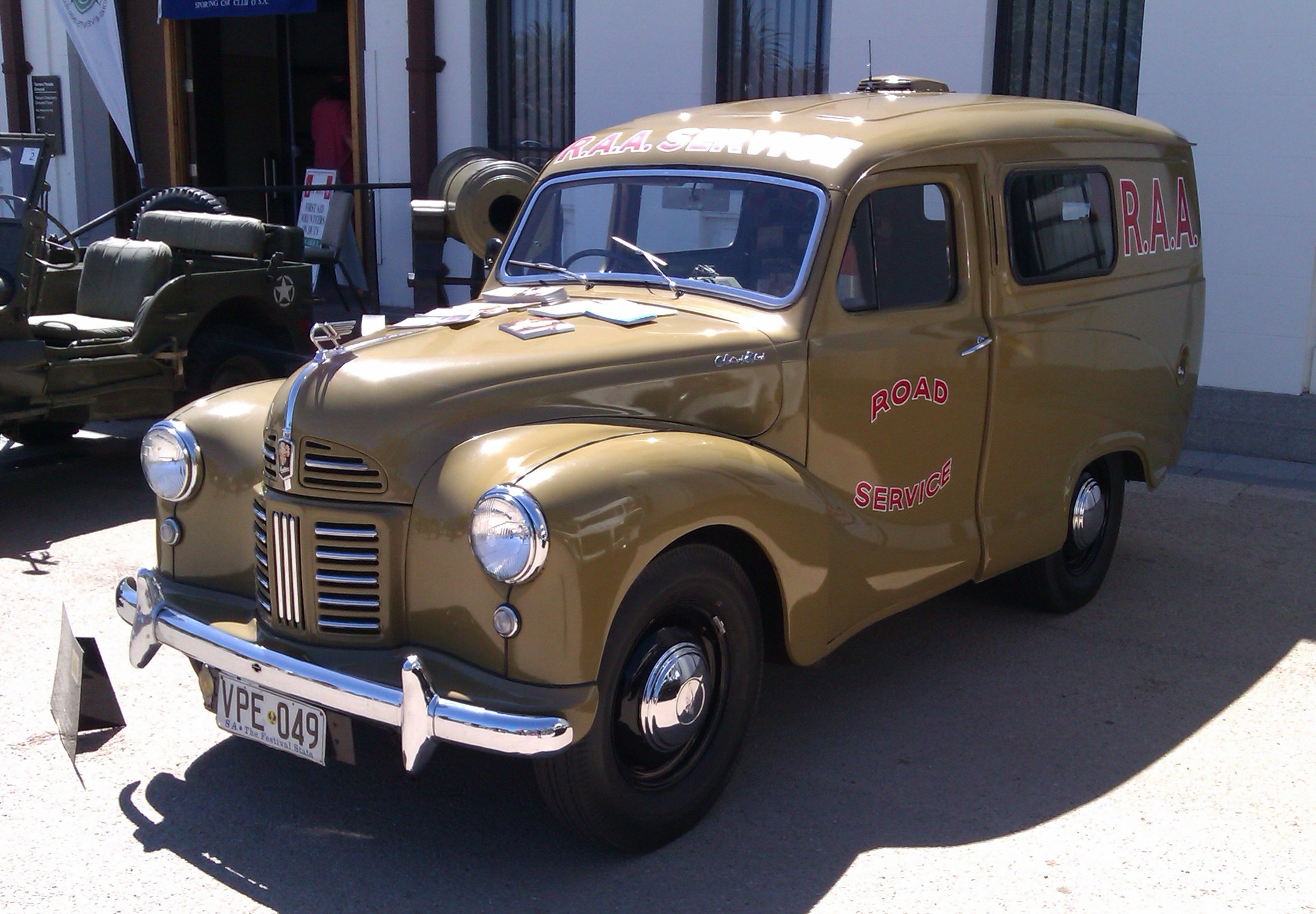
Fourgonnette Austin A40
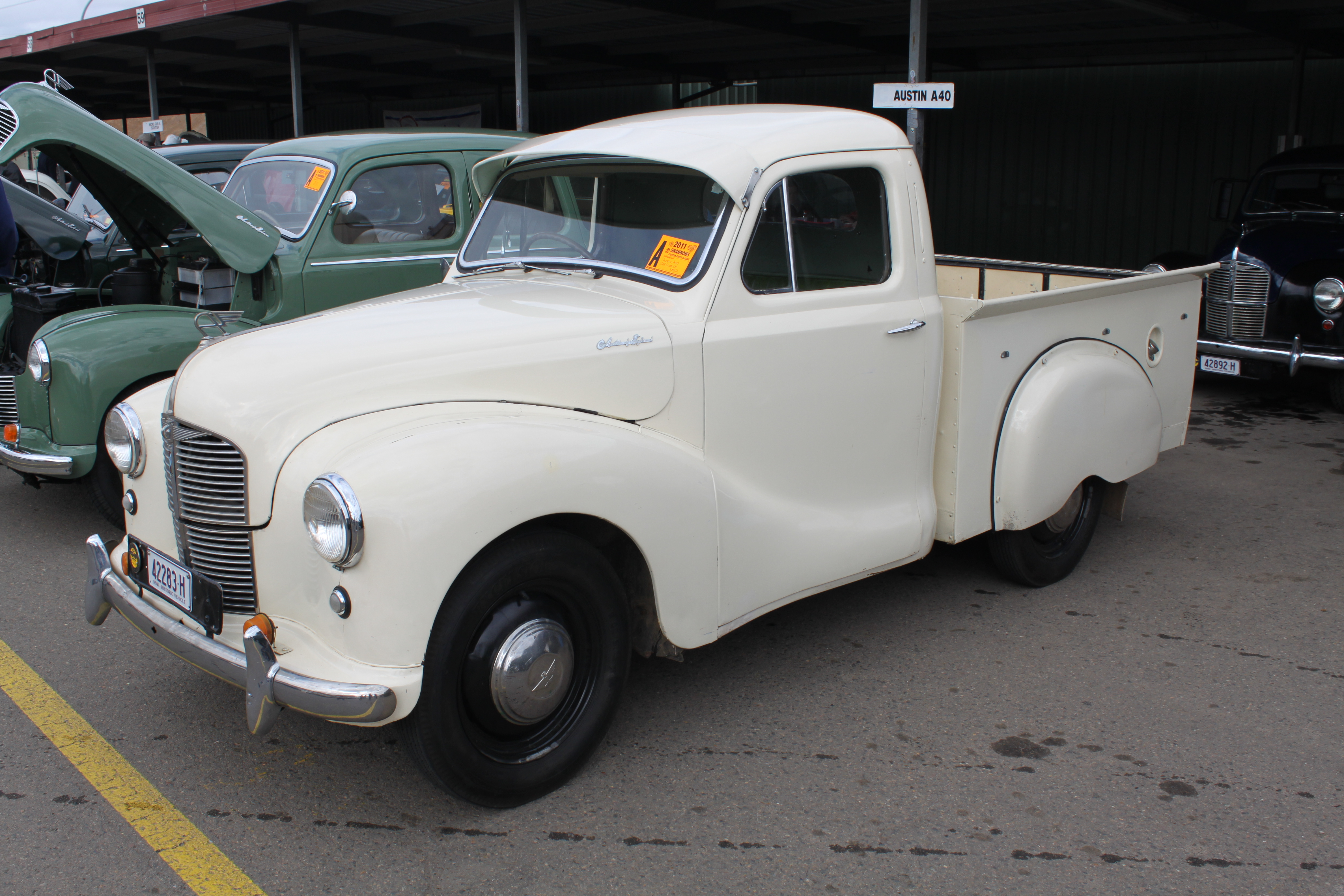
Pick-up Austin A40

## Les performances et les impressions de conduite
Une voiture testée par le magazine The Motor en 1948 avait une vitesse de pointe de 113 km/h et pouvait accélérer de 0 à 97 km/h en 37,2 secondes. Une consommation de carburant de 8,3 L/100 km fut enregistrée. La voiture de l'essai, qui avait l'option toit coulissant, coûtait 505 £ taxes comprises. Les observateurs ont également salué « l'excellente boîte de vitesses (à quatre rapports et levier au plancher) » (sur les premiers modèles) avec une action lisse de l'embrayage. Les freins, cependant, nécessitaient « une pression assez ferme sur la pédale... pour un maximum de résultats ».

## Commercialement
La voiture s'est bien vendue, propulsant Austin en tête du palmarès des ventes. Son succès fut attribué au fait qu'elle offrait beaucoup pour son prix.

## Austin A40 Sports

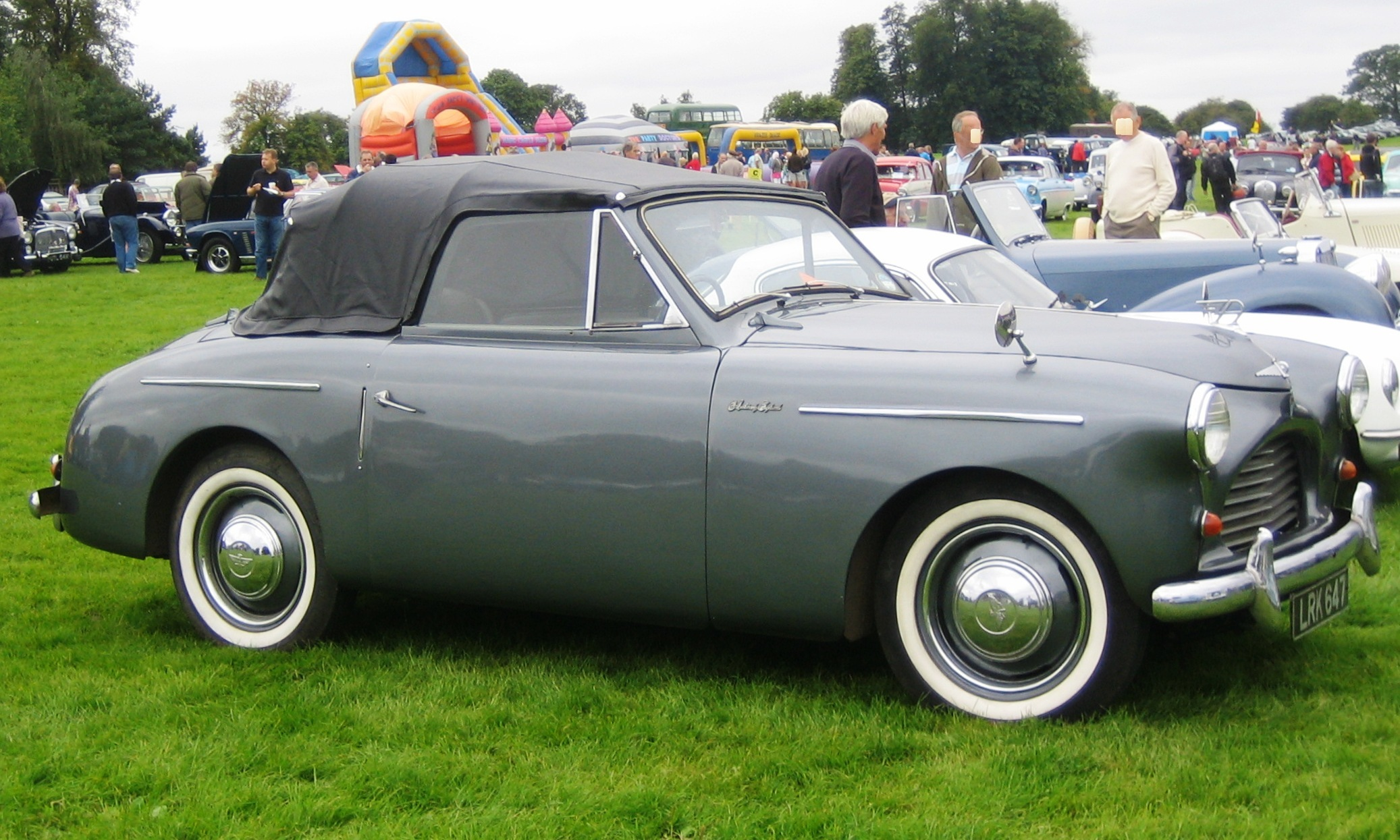
Austin A40 Sport, vers 1951, conçue par Eric Neale de Jensen Motors, fabriquée en collaboration avec Jensen Motors, sur la base mécanique de l'Austin A40 Devon.

Une collaboration parmi d'autres entre Austin et Jensen Motors de West Bromwich, l'A40 Sport naquit lorsque Leonard Lord, président d'Austin, vit la Jensen Interceptor, et demanda à Jensen de développer une carrosserie qui puisse utiliser la mécanique de l'Austin A40 Devon. La section centrale du châssis fut caissonnée pour assurer la rigidité de la carrosserie ouverte, et l'A40 Sport fut équipée d'une version du moteur de production muni d'un double carburateur SU délivrant 47 ch (34 kW) , plutôt que 43 ch (31 kW). Les carrosseries de l'A40 Sport furent construites par Jensen et transportées à l'usine Austin de Longbridge pour l'assemblage final, avec environ 4 011 exemplaires fabriqués.

## Maquette à l'échelle

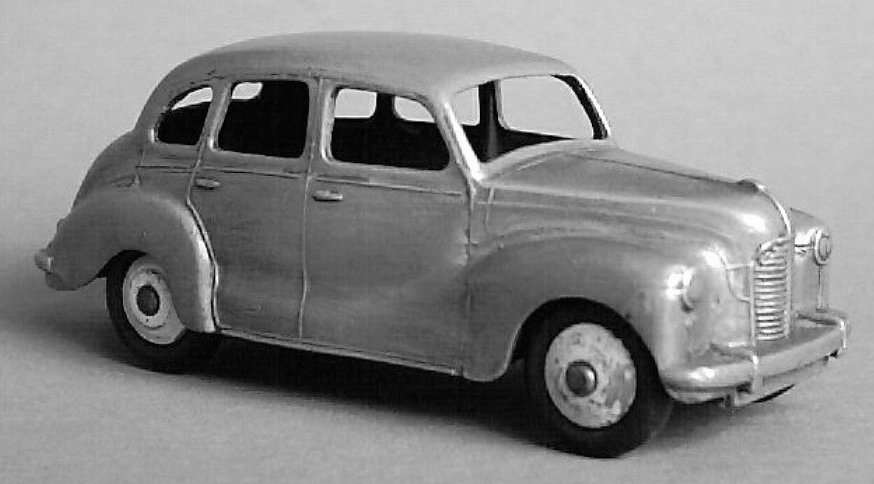
Dinky Toys de l'époque